# Peta Jensen
Peta Jensen (Zephyrhills, Florida; 24 de diciembre de 1990) es una actriz pornográfica estadounidense.

## Biografía
Peta Jensen nació en la ciudad de Zephyrhills (Florida) en la Nochebuena de 1990, en el seno de una familia de ascendencia alemana, irlandesa y escocesa. Comenzó como bailarina erótica en diversos clubs del Estado, hasta que fue descubierta por un cazatalentos que la animó a realizar una sesión en septiembre de 2014.
Desde entonces ha trabajado con las principales productoras del cine porno en Estados Unidos como Bang Bros, Brazzers, Jules Jordan Video, Digital Sin o Naughty America. Jensen estuvo casada unos meses, tras los cuales se divorció.
En 2015 participó junto a la también actriz porno Amia Miley en una escena de sexo dentro de un episodio de la segunda temporada de la serie True Detective, que se rodó en una mansión de Pasadena (California). Casualmente, también participó en la parodia porno homónima junto a Abigail Mac y Abella Danger.
En 2016 estuvo nominada en los Premios AVN y los XBIZ en las respectivas categorías de Mejor actriz revelación. Ese año recibió, además, en los AVN, otras dos nominaciones en las categorías de Mejor escena de sexo en grupo (junto a Adriana Chechik, Aidra Fox, Karlee Grey, Dani Daniels, James Deen, Erik Everhard y Mick Blue) por Orgy Masters 7 y de Mejor escena de sexo chico/chica, junto a Bill Bailey, por Bra Busters 6.
Ha rodado más de 270 películas como actriz.

## Premios y nominaciones
| Año  | Ceremonia         | Resultado | Premio                                                 | Trabajo             |
| ---- | ----------------- | --------- | ------------------------------------------------------ | ------------------- |
| 2016 | Premios AVN       | Nominada  | Premio Fan: Mejores pechos                             | —                   |
| 2016 | Premios AVN       | Nominada  | Mejor escena de sexo en grupo                          | Orgy Masters 7      |
| 2016 | Premios AVN       | Nominada  | Mejor actriz revelación                                | —                   |
| 2016 | Premios AVN       | Nominada  | Mejor escena de sexo chico/chica                       | Bra Busters 6       |
| 2016 | Premios AVN       | Nominada  | Premio Fan: Mejor estrella mediática                   | —                   |
| 2016 | Premios AVN       | Nominada  | Premio Fan: Actriz novata más caliente                 | —                   |
| 2016 | Premios XBIZ      | Nominada  | Mejor actriz revelación                                | —                   |
| 2016 | Spank Bank Awards | Nominada  | Newcummer of the Year                                  | —                   |
| 2016 | Spank Bank Awards | Nominada  | Mejores piernas                                        | —                   |
| 2016 | Spank Bank Awards | Nominada  | Boobalicious Babe of the Year                          | —                   |
| 2016 | Spank Bank Awards | Nominada  | Coño del año                                           | —                   |
| 2017 | Premios AVN       | Nominada  | Mejor escena de sexo lésbico                           | Anything He Desires |
| 2017 | Premios AVN       | Nominada  | Premio fan: Artista femenina favorita                  | —                   |
| 2017 | Spank Bank Awards | Nominada  | Boobalicious Babe of the Year                          | —                   |
| 2017 | Spank Bank Awards | Nominada  | Most Volumptous Vixen                                  | —                   |
| 2017 | Premios XBIZ      | Nominada  | Mejor actriz en película parodia                       | Storm of Kings      |
| 2017 | Premios XBIZ      | Nominada  | Mejor escena de sexo en película de todo sexo          | Take the Condom Off |
| 2017 | Premios XBIZ      | Nominada  | Mejor escena de sexo en película de parejas o temática | Anything He Desires |
| 2019 | Premios AVN       | Nominada  | Premio fan: Mejores pechos                             | —                   |